# Txampa
Txampa (Champā, en sànscrit: nagara Campa; en Khmer: ចាម្ប៉ា ; en llengua txam, Chăm Pa; en vietnamita Chiêm Thành, en vocabulari Sino-vietnamita i als arxius xinesos 占城 [Zhànchéng]) va ser un antic estat hinduista situat a l'est de Indoxina (192–1832). Ètnica i lingüísticament estava format bàsicament per un poble malai-polinesi, els txams o chams, amb un idioma relacionat amb l'Atjeh encara que al llarg de segles el regne de Txampa va sofrir la pressió de parlants vietnamites. Actualment, els txam constitueixen una de les minories importants a Cambodja i el Vietnam.

## Situació geogràfica
El regne de Txampa se situava entre el delta del riu Mekong, al sud, i fins a aproximadament les "portes de Hue", al nord, de manera que el seu territori corresponia en gran manera al que fou el Vietnam del Sud, excloent l'extrem sud.

## Història
El regne de Txampa va ser habitat per l'ètnia dels txams, un poble d'origen malai–polinesi, encara que l'aristocràcia fundadora de l'Estat hauria provingut de l'est de l'Índia (una teoria considera que el nom Txampa prové d'un sector de l'antiga Bengala, en l'actual Bihar, on la principal ciutat es deia Champāpuri).

### Lâm Ấp
El sorgiment de l'Estat Txampa obeeix principalment als següents factors: la conversió a l'hinduisme de les poblacions locals a causa de l'activitat de mercaders indis que des d'inicis de l'era cristiana van arribar a ser un interessant corrent migratori en territoris de l'actual Annam, migració que va aconseguir imposar la seva cultura a la regió, i el caos en el qual va entrar la dinastia Dinastia Han xinesa durant l'època dels Tres Regnes, caos que va possibilitar que, l'any 192, Khu Liên el governador regional es declarés independent i fundés a Lâm Ấp les bases de l'Estat Txampa, prenent el nom dels txam. El 248 Khu Liên va dirigir els txam en el saqueig i arrasament de Jiaozhi i Jiuzhen i va derrotar la flota que Wu Oriental va enviar per rebutjar-los.
Al començament de la dinastia Jin, la cort imperial va afavorir les xarxes comercials del sud amb els pròspers Regne de Funan i Lâm Ấp, i en aquest temps de pau i comerç al sud, Jiaozhi i Jiuzhen van gaudir d'una certa autonomia de la Xina fins als anys 320. Frustrat per la dificultat del comerç, Lâm Ấp va recórrer el 323 a les incursions marítimes als ports del nord de Jiaozhou. El 399 Bhadravarman I va envair la costa de Jiaozhou i Rinan, i va ser expulsat per Du Yian, el governador xinès de Jiao. El 413, va atacar de nou Jiao, però va ser derrotat, capturat i decapitat per Du Xuedu. El 420, Gangaraja va llançar un nou atac contra els Jin, però va ser expulsat i més de la meitat de la gent de Lâm Ấp va ser assassinada.

### Tercera Dinastia
El 420 Phạm Dương Mại II va prendre el poder d'aquest regne establint una nova dinastia, es va lliurar del jou xinès i es va iniciar un període de prosperitat, no obstant això Txampa estaria en guerra gairebé contínua amb els seus veïns, per exemple el regne de Java, l'emergent Imperi Khmer (veure: Cambodja) i les províncies meridionals de la Xina. La capital es trobava llavors en Indrapura (actual Trà Kiêu prop de Da Nang). El 431 Phạm Dương Mại II va ser novament atacat, però de nou va ser expulsat i l'any següent va enviar una ambaixada al tribunal de Liu Song demanant el nomenament del prefecte de Jiao, que va ser rebutjat.

### Quarta dinastia
Rudravarman I es va convertir en rei de Txampa el 529, establint una nova dinastia descendent de Gangaraja per línia materna, i durant el seu regnat, el complex del temple de Bhadresvara va ser destruït per un gran incendi el 535/536. El va succeir el seu fill Sambuvarman, que va reconstruir el temple de Bhadravarman i el va rebatejar Shambhu-bhadreshvara. El 605, la Dinastia Sui va llançar una invasió de Lam Ap, superant la resistència de Sambhuvarman, i va saquejar la capital Txam de Tra Kieu.
Els Txam van recuperar ràpidament la independència durant el col·lapse de l'imperi Sui, i van enviar un regal a l'Emperador Gaozu de Tang el 623. Sambhuvarman va morir el 629 i el va succeir el seu fill, Kandarpadharma, que va morir el 630–31. Kandarpadharma va ser succeït pel seu fill, Prabhasadharma, que va morir el 645.

### Dinastia de Pānduranga
La creixent influència de Txampa va cridar l'atenció dels javanesos i els pirates Kunlun. El 767 una flota javanesa va atacar la costa de Tonkin. El 774 javanesos o kunlun van assaltar Po-Nagar a Nha Trang enderrocant temples, i el 787 a Virapura, prop de Phan Rang. Els invasors javanesos van continuar ocupant la costa sud de Txampa fins que van ser expulsats per Indravarman I el 799.

### Dinastia Bhrigu
El 875, Indravarman II va establir la dinastia anomenada d'Indrapura, transferint la capital a Indrapura a la província d'Amarāvatī i adornant-la amb nombrosos palaus i temples.
L'octubre de 979, l'emperador Đinh Bộ Lĩnh i el príncep Đinh Liễn de Đại Cồ Việt van ser assassinats per un eunuc provocant un estat de malestar a tot Dai Viet, i el príncep Ngô Nhật Khánh, exiliat a Txampa des de la seva derrota durant l'Anarquia dels Dotze Senyors, va animar el rei Txam Paramesvaravarman I a envair Đại Việt, però l'expedició fou aturada per un tifó. El 982, Lê Hoàn el nou emperador de Đại Việt va comandar l'exèrcit i va assaltar Indrapura, que va ser destruïda, i Paramesvaravarman I va morir mentre la força invasora saquejava Indrapura enduent-se or, plata, objectes preciosos, dones del seguici del rei i fins i tot un monjo budista indi, abans de tornar al nord. La invasió vietnamita va devastar el nord de Txampa i el successor de Paramesvaravarman, Indravarman IV, es va refugiar al sud mentre demanava en va l'ajuda xinesa. Aprofitant els disturbis, Lưu Kế Tông, un militar vietnamita, va prendre el poder a Indrapura i el 983 va resistir amb èxit l'intent de Lê Hoàn de deposar-lo. El 986, Indravarman IV va morir, Lưu Kế Tông es va proclamar rei de Txampa i va enviar una ambaixada als Song China per buscar el reconeixement xinès. Lưu Kế Tông fou un rei tirà i sota el seu govern moltes persones van fugir del país a l'illa de Hainan i Guangzhou.

### Setena Dinastia
El 988, la noblesa Txampa va escollir un príncep que suposadament es convertiria en rei, i quan Lưu Kế Tông va morir l'any següent, el príncep va ser coronat com a Harivarman II a Indrapura.
Cap al segle x, alliberat del jou xinès, el rei vietnamita de Dai Viêt (a l'àrea del riu Sông Hõng, és a dir el Tonkín o actual part més al nord del Vietnam) davant l'increment de la població vietnamita a causa de les millores en les collites d'arròs, va buscar estendre els seus dominis i va emprendre l'expansió cap al sud (o Nam Tiên) entrant d'aquesta manera en conflicte amb el Regne de Txampa.

### Vuitena dinastia o dinastia del sud
Després d'una impactant incursió de la Dinastia Lý vietnamita al nord de Txampa va sacsejar el regne i va morir el rei Jaya Sinhavarman II, un comandant militar nascut d'una família noble de tradicions guerreres que havien estat vassalls de governants precedents, va ascendir a la corona com a Jaya Paramesvaravarman I l'any 1044, El 1050 va sufocar la rebel·lió de Phan Rang i a treslladar la capital a Kauthara. El seu successor en 1060 va ser un net anomenat Bhadravarman III, que va treslladar la capital a Phan Rang i només va regnar durant dos anys abdicant en el seu germà petit Rudravarman III.
A finals de 1068 Rudravarman va provocar la guerra amb Lý Thánh Tông, el rei Đại Việt, que va provocar una incursió vietnamita a Txampa l'any següent en la que Rudravarman va ser derrotat i capturat, oferint les tres províncies del nord de Txampa a Đại Việt. Rudravarman va agitar una guerra civil caòtica entre Phan Rang i Nha Trang el 1069 que va deixar Txampa completament devastada.

### Novena dinastia
Des del nord, dos germans, el príncep Thäng i el príncep Pang van derrotar triomfalment tots els enemics i faccions de senyors de la guerra, i van reunificar Txampa. El príncep Thäng va ser coronat rei Harivarman IV a Chiem Son el 1074, declarant-se protector de Txampa i establint una nova dinastia, restaurant els temples de Mỹ Sơn i marcant el començament d'un període de relativa prosperitat. Harivarman va fer les paus amb Đại Việt però va provocar la guerra amb l'imperi khmer d'Angkor. El 1080, un exèrcit de Harshavarman III va atacar Vijaya i altres centres al nord de Txampa. Temples i monestirs van ser saquejats i tresors culturals van ser emportats. Després de molta misèria, les tropes Txam sota el rei Harivarman van poder derrotar els invasors i van restaurar la capital i els temples, i van penetrar a Cambodja fins a Sambor i el Mekong, on van destruir tots els santuaris religiosos.

### Onzena dinastia
En 1145 els khmers (o cambodjans) conduïts per Suryavarman II van ocupar gairebé la totalitat de Txampa, no obstant això, cap a 1148 el nou rei txam, Jaya Harivarman I va alliberar al seu país de l'Imperi khmer i fins i tot el 1171 els txams van arribar a ocupar l'aleshores capital khmer: Angkor.

### XI Dinastia
Txampa va recaure sota l'ocupació cambodjana entre 1190 i 1220, a això es van sumar els atacs dels reis Trãns del Vietnam i dels mongols.

Mapa de la segona invasió del Vietnam (1285), amb els mongols (negre) atacant des del nord i des del sud.

Amb la dinastia Song ja conquerida, el 1283, durant el regne d'Indravarman V, Khublai Kan de la dinastia Yuan va llançar una invasió naval de Txampa, abans estat tributari de la dinastia Song. Vijaya va ser capturada i saquejada per l'exèrcit Yuan liderat pel comandant mongol Sügetü a principis de 1283 i Indravarman V va decidir pagar tribut i comprar la pau, i els mongols van marxar. Amb la intenció d'exigir un major tribut i la supervisió directa dels Yuan dels afers locals a Đại Việt i Txampa, els Yuan van llançar una altra invasió el 1285 que no va aconseguir els seus objectius per la seva derrota a la batalla de Chương Dương, però Indravarman V es va fer tributari dels Yuan. Una tercera invasió va tenir lloc el 1287 sent derrotada a la batalla del riu Bạch Đằng i els mongols van retornar a la Xina. A la mort d'Indravarman V el seu fill Jaya Simhavarman III es va convertir en el nou rei de Txampa. Amb l'accés en 1294 del nou emperador Yuan, Temür Kan, es va anunciar que la guerra amb Đại Việt havia acabat, i va enviar una missió a Đại Việt per restablir les relacions amistoses entre els dos països. La lluita mútua contra els mongols va apropar Đại Việt i Txampa i l'emperador Trần Nhân Tông de Đại Việt va casar la seva filla, Huyền Trân, amb Jaya Simhavarman III en 1306 a canvi de les províncies de Chau O i Chau Ly.

### Tretzena dinastia
L'any 1402 i sota les ordres del general Đỗ Mãn, la dinastia Hồ del Vietnam va realitzar una incursió contra Txampa, obligant Indravarman VI a cedir Chiem Dong i Co Luy (actuals Quang Nam i Quang Ngai), i en 1403 una nova incursió no va aconseguir capturar la capital Vijaya i els Hồ es van retirar.

### Catorzena dinastia

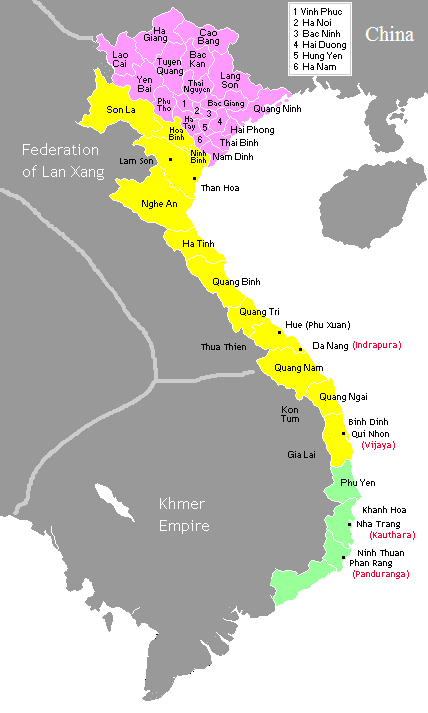
Territori de Txampa (en verd) i Đại Việt (rosa i groc) després de 1471

Els conflictes incessants van reduir encara més el territori txampa, tan és així que a finalitats del segle XV el regne de Txampā ja es trobava pràcticament desbordat. El 1471 Txampa va sofrir una greu derrota davant l'emperador vietnamita Lê Thánh Tông i el regne va quedar reduït al petit enclavament de Nha Trang, convertint-se en estat vassall de Đại Việt. Txampa i la seva població foren llavors absorbits al Vietnam. La conquesta vietnamita de Txampa va contribuïr directament a la desaparició de l'hinduisme i la conversió a l'islam per part de la majoria de la població txam.

### Dinastia quinzena o de Po Saktiraidaputih
El 1720 el rei de l'enclavament de Nha Trang va fugir a Cambodja amb la seva cort. Els prínceps txam van mantenir algun poder fins a 1822, any en què el regne de Txampa va quedar totalment absorbit pels vietnamites si bé encara hi va haver algun resistència en els anys següents.

## L'estat Txampa
El Regne de Txampa mai va arribar a ser un Estat centralitzat, sinó que va ser una sort de confederació de, segons les èpoques, tres o quatre principats o circumscripcions amb un monarca comú.
Els principats eren:
- Amarāvatī, en el sector nord, la seva capital era Indrapura una de les capitals de Txampā. El territori d'Amarāvatī es correspon aproximadament amb les actuals províncies vietnamites de Quang Nam i Quang Ngāi.
- Vijaya, al centre del regne, la seva capital era la ciutat homònima la qual va esdevenir en capital de Txampā cap a l'any 1000, aquesta ciutat correspon a l'actual vila de Cha Ban a pocs quilòmetres al nord de l'actual Qui Nhon a la província vietnamita de Bình Ðịnh. El seu territori corresponia aproximadament al de l'actual província vietnamita de Bình Ðịnh. En certes èpoques el principat de Vijaya va controlar gran part del territori de les actuals províncies vietnamites de Quang Nam, Quang Ngai, Binh Định i Play Yei.
- Kauthara: Aquest principat tenia per capital la ciutat epònima (actual Nha Trang a la província de Khánh Hòa).
- Pānduranga (Panran en idioma txam i Pha Rang en vietnamita), la capital del qual era Virapura, ciutat que també va rebre el nom de Rajapura (ciutat del rei), Virapura es trobava a les proximitats de Phan Rang– Tháp Chàm. El principat de Parduranga era el més extens de Champā i l'últim a ser annexat al Viet Nam.

Tals principats o circumscripcions es trobaven al seu torn subdividits en "municipis", ciutats i llogarets; existien una mica més de cent d'aquestes subdivisions menors cadascuna amb una població que variava entre les 300 i 700 famílies, la capital, Vijaya, va arribar a posseir més de 2500 famílies en 1069.
La població d'aquest regne mai va ser nombrosa: s'estima en 200.000 persones a inicis del segle xii, en aquesta època es dividia en txams pròpiament dits i la població a la qual anomenaven kirates, sent aquests població important als territoris corresponents a les actuals Ba Na, Gia Rai, Ê Ðê, Ra Glai i Chu Ru.
El signe del poder real era un para-sol, emblema de l'absoluta autoritat del rayá (rei) qui tenia poder de vida o mort, administrava tot el país i efectuava els nomenaments en càrrecs i ocupacions. Tal monarca era anomenat en sánscrit Rajadiraja o Rayadiraya (Rei de reis) o, en idioma txam, Po Tana Ratlla (senyor de tot el país).

## Llista de monarques coneguts de Txampā
Primera Dinastia
- Khu Liên 192-220
- Dos reis (noms desconeguts)
- Fan Hiong vers 270
- Fan Yi vers 284-336

Segona dinastia
- Fan Wen 336-349
- Fan Fo 349- ?
- Bhadravarman I vers 377
- Gangaraja
- Manorathavarman
- Wen Ti ? -vers 420

Tercera Dinastia
- Phạm Dương Mại I vers 420-431
- Phạm Dương Mại II vers 431-455
- Fan Shen Ch'eng vers 455-484
- Fan Tang Ken Ch'uan vers 484-492
- Fan Chou Nong vers 492-502
- Fan Wen Tsan vers 502-510
- Devavarman vers 510-526
- Vijayavarman vers 526-529

Quarta dinastia
- Rudravarman I vers 529-605
- Sambuvarman vers 605-629
- Kanharpadharma vers 629-640
- Bhasadharma vers 640-645
- Bhadresvaravarman 645- ?
- reina (nom perdut) ? -653
- Vikrantavarman I 653- vers 686
- Vikrantavarman II vers 686-731
- Rudravarman II vers 731-758

Dinastia de Pānduranga
- Prithindravarman vers 758-770
- Satyavarman vers 770-787
- Indravarman I vers 787-803
- Harivarman I vers 803-després del 817
- Vikrantavarman III ? -vers 854

Dinastia Bhrigu
- Indravarman II vers 854-898
- Jaya Sinhavarman I vers 898-905 ?
- Bhadravarman II vers 905-910
- Indravarman III vers 910-959
- Jaya Indravarman I 959- abans del 965
- Paramesvaravarman I abans del 965-982
- Indravarman IV 982-986
- Lieou Ki-Tsong vers 986-989 (Dinastia annamita)
- Vijaya Sri Harivarman II vers 989-999
- Yanpuku Vijaya Sri vers 999- després del 1007

Setena Dinastia
- Harivarman III vers 1010
- Patamesvaravarman II vers 1018
- Vikrantavarman IV ? -1030
- Jaya Sinhavarman II 1030-1044

Vuitena dinastia o dinastia del sud
- Jaya Paramesvaravarman I 1044-1059
- Bhadravarman III 1059-1061
- Rudravarman III 1061-1074

Novena dinastia
- Harivarman IV 1074-1080
- Jaya Indravarman V 1080-1081
- Paramabodhisattva 1081-1086
- Jaya Indravarman V (restaurat) 1086-1114
- Harivarman V 1114-1139

Desena dinastia
- Jaya Indravarman VI 1139-1145

Onzena dinastia
- Rudravarman IV (vassall khmer) 1145-1147
- Jaya Harivarman VI 1147-1167
- Jaya Indravarman VII 1167-?
- Jaya Indravarman VIII 1167-1190 (Usurpador)

XI Dinastia
- Suryajayavarman (vassall khmer a Vijaya) 1190-1191
- Suryavarman (vassall khmer a Pandurang) 1190-1203
- Jaya Indravarman (a Vijaya) 1191
- Annexió a Cambodja 1203-1226
- Jaya Parameshvaravarman IV 1226-1252
- Jaya Indravarman VI (X) 1252-1265
- Indravarman IX 1265-1288
- Jaya Simhavarman III 1288-1307
- Jaya Sinhavarman IV (o Mahendravarman) 1307-1312

Dotzena dinastia
- Che Nang (vassall d'Annam fins al 1318) 1312-1342
- Bo-dê (o Tra Hoa) 1342-1360
- Che Bong-nga 1360-1390 (el més poderós dels reis txams que va unificar el regne i va arribar a saquejar Hanoi el 1372 i 1377)

Tretzena dinastia
- Ko Cheng 1390-1400
- Jaya Sinhavarman V 1400-1441
- Bishai (Maija Vijaya) 1441-1446
- A Annam 1446-1447
- Moho Kouei-Lai 1447-1449
- Moho Kouei-Yeou 1449-1458

Catorzena dinastia
- Moho P'an-Lo-Yue 1458-1460
- Tra-Toan (P'an-Lo T'ou-Ts'iuan) 1460-1471
- Bao Tri Tri 1471 - 1475
- Chai Ya Ma Fu Ngan 1475 - 1478 (vassall annamita)
- Ku Lai 1478 - 1505
- Cha Ku Pu Lo 1505 - vers 1545
- Desconeguts Vers 1545 - 1627
- Po Ro Me 1627 - 1651
- Po Niga 1652 - 1660
- Po Saut 1660 - 1692
- Vacant 1692 - 1695

Dinastia quinzena o de Po Saktiraidaputih
- Po Saktirai da putih 1695 - 1728
- Po Ganvuh da putih 1728 - 1730
- Po Thuttirai 1731 - 1732
- Vacant 1732 - 1735
- Po Rattirai 1735 - 1763
- Po Tathun da moh-rai 1763 - 1765
- Po Tithuntirai da paguh 1765 - 1780
- Po Tithuntirai da parang 1780 - 1781
- Vacant 1781 - 1783
- Chei Krei Brei 1783 - 1786
- Po Tithun da parang 1786 - 1793
- Po Lathun da paguh 1793 - 1799
- Po Chong Chan 1799 - 1822
- Po Bia (princesa), Regent (Guardiana dels tresors reials de Txam) 1822 - 1832
- Ja Thak Va (en rebel·lió) 1834 - 1835